# Lochmias nematura
A Lochmias nematura a madarak (Aves) osztályának verébalakúak (Passeriformes) rendjébe és a fazekasmadár-félék (Furnariidae) családjába tartozó Lochmias nem egyetlen faja.

## Rendszerezése
A fajt Martin Hinrich Carl Lichtenstein német zoológus írta le 1823-ban, a Myiothera nembe Myiothera nematura néven.

## Alfajai
- Lochmias nematura castanonotus Chubb, 1918
- Lochmias nematura chimantae W. H. Phelps & W. H. Phelps Jr, 1947
- Lochmias nematura nelsoni Aldrich, 1945
- Lochmias nematura nematura (Lichtenstein, 1823)
- Lochmias nematura obscuratus Cabanis, 1873
- Lochmias nematura sororius P. L. Sclater & Salvin, 1873[2]

## Előfordulása
Panama, Argentína, Bolívia, Brazília, Kolumbia, Ecuador, Guyana, Paraguay, Peru, Uruguay és Venezuela területén honos. A természetes élőhelye a szubtrópusi és trópusi síkvidéki és hegyi esőerdők sűrű aljnövényzete. Vízfolyások és kisebb folyók környéke

## Megjelenése
Átlagos testhossza 14 centiméter, testtömege 20-38 gramm.

## Életmódja
A földön keresgéli rovarokból és más gerinctelenekből álló táplálékát.

## Külső hivatkozás
- Képek az interneten a fajról
- Internet Bird Collection - videók a fajról
- Xeno-canto.org - a faj hangja és elterjedési területe